# Terminalia lucida
Terminalia lucida là một loài thực vật có hoa trong họ Trâm bầu. Loài này được Hoffmanns. ex Mart. miêu tả khoa học đầu tiên năm 1824.